# Krzywy Dąb
Krzywy Dąb – kolonia w Polsce położona w województwie lubelskim, w powiecie lubartowskim, w gminie Kamionka.
Do 2020 roku Krzywy Dąb był częścią wsi Kamionka, a w latach 2021–2022, częścią wsi Ciemno.